# Crise corse
Ne doit pas être confondu avec Conflit corse.

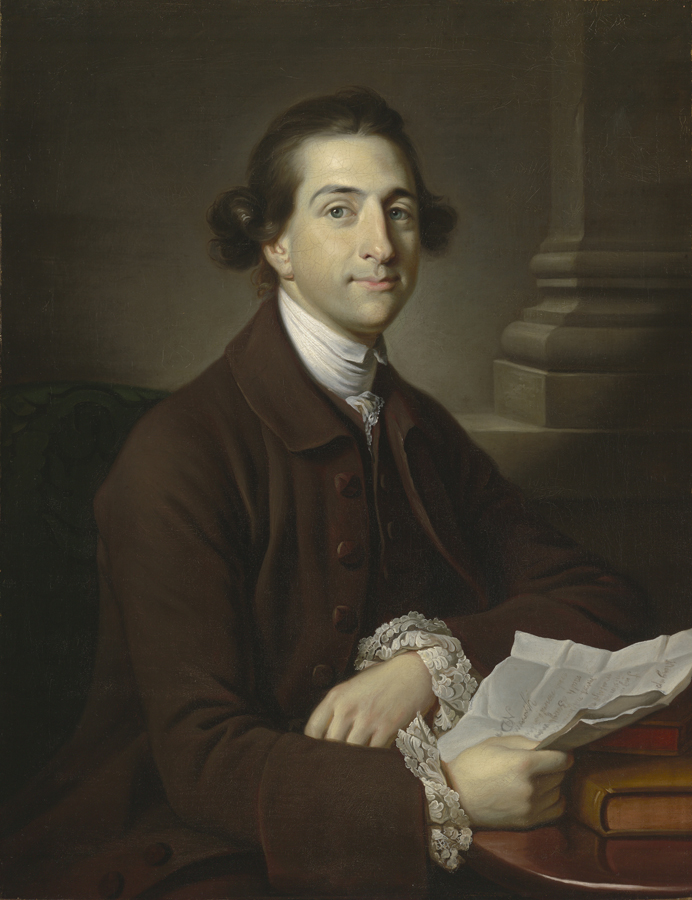
Le duc de Grafton, premier ministre britannique durant la crise corse.

La crise corse (en anglais: Corsican Crisis) fut un événement politique britannique de 1768-1769. Elle fut précipitée par l'invasion de la Corse par la France. Le gouvernement britannique, sous le duc de Grafton, ne parvint pas à intervenir, ce qui lui valut de nombreuses critiques. Cette crise fut l'un des nombreux facteurs qui contribuèrent à sa chute au début de 1770.

## Arrière-plan
La Corse appartenait à la République de Gênes depuis cinq siècles lorsqu'une importante rébellion éclata sur l'île dans les années 1730. En 1755, leur chef Pasquale Paoli proclama la République corse, établissant ainsi son autorité sur une grande partie de l'île. Après neuf ans de tentatives pour rétablir leur domination, les Génois vendirent l'île aux Français en 1764 par un traité secret.
Paoli avait créé une Constitution corse libérale. Il instaura le droit de vote le plus étendu au monde et tenta des réformes radicales dans l'éducation. En raison de l'hostilité de la Grande-Bretagne envers la France et du soutien historique des Britanniques aux exilés corses, Paoli chercha à établir une alliance avec la Grande-Bretagne. La Grande-Bretagne ouvrit un consulat sur l'île, mais les événements en Corse ne furent pas au premier plan en Grande-Bretagne avant 1768.
Les relations entre la Grande-Bretagne et la France étaient restées tendues depuis la fin de la guerre de Sept Ans par le traité de Paris. Depuis ce traité, la France avait étendu son territoire, héritant de la Lorraine et réaffirmant son emprise sur la Guyane.

## Invasion française
En 1768, les troupes françaises débarquèrent et tentèrent de prendre le contrôle de l'île, tandis que le traité de Versailles reconnaissait officiellement le transfert de l'île de Gênes à la France. Ce projet était celui de Choiseul, qui cherchait un moyen pour la France de riposter à la Grande-Bretagne depuis la fin de la guerre de Sept Ans en 1763.
La population, menée par Paoli, s'est soulevée pour résister, déterminée à défendre son indépendance. Immédiatement, des appels furent lancés pour que le gouvernement britannique intervienne aux côtés des Corses. Alors que Grafton et son ministre des Affaires étrangères, Lord Shelburne, s'opposaient à la prise de l'île par les Français, ils voyaient qu'ils ne pouvaient pas faire grand-chose pour l'empêcher. Les ministres étaient jeunes et largement inexpérimentés en affaires étrangères, et avaient accordé beaucoup plus d'importance aux événements dans les treize colonies britanniques d'Amérique. Par conséquent, les Britanniques étaient enclins à apaiser la France au sujet de la crise corse.

## Réponse britannique

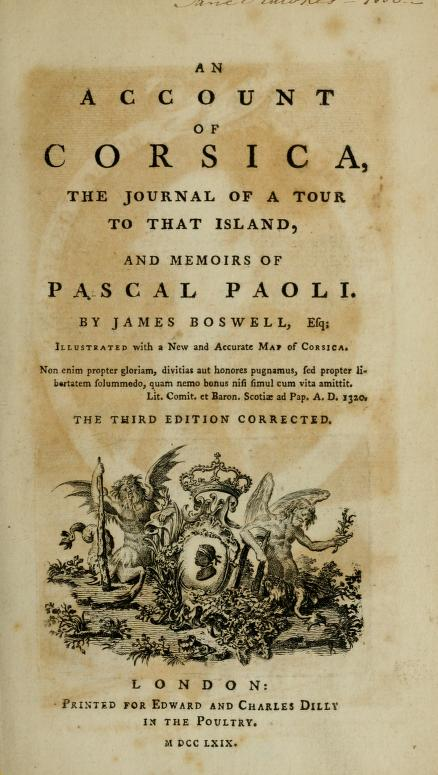
Un récit de la Corse de James Boswell a rallié l'opinion publique britannique en faveur des Corses.

Contrairement au désintérêt du gouvernement, la nouvelle de l'invasion suscita un soutien populaire en faveur des Corses. James Boswell, défenseur de longue date des Corses, fit pression sur les notables et organisa l'envoi de trente canons depuis les forges de Carron à Falkirk. Son livre, An Account of Corsica, devint un best-seller et contribua à éveiller l'intérêt du public pour le sort des Corses. Boswell avait voyagé en Corse en 1765 dans les zones occupées par les insurgés corses et était reconnu comme un défenseur de leur cause.
Dans les années 1760, la Grande-Bretagne était incapable de construire un système d'alliances avec d'autres États européens comme par le passé, un problème qui s'est aggravé lors de la crise corse et, plus tard, de la guerre d'indépendance américaine. L'invasion française avait été impopulaire auprès de l'Espagne et de la Sardaigne et, poussé à l'action par les attaques publiques contre ces deux pays, le gouvernement britannique entama des négociations timides pour tenter de former une coalition d'États qui s'opposeraient à l'annexion française de l'île. Cependant, faute de volonté de part et d'autre, ces négociations échouèrent rapidement. Malgré les appels du Parlement, Grafton refusa d'envisager l'envoi de troupes en Corse ou la mobilisation de la marine.

## Conséquences
La chute de la Corse fut attaquée dans les Lettres de Junius qui affirmaient que la Corse n'aurait jamais été envahie si la Grande-Bretagne avait fait preuve de fermeté. Les autres grandes puissances européennes prirent note de l'inaction britannique et portèrent un grave préjudice à la position internationale de la Grande-Bretagne. Cela eut pour effet de décourager les Russes de conclure un traité d'alliance avec la Grande-Bretagne, laissant les Britanniques sans allié majeur entrant dans la période précédant la guerre d'indépendance américaine.
L'inaction du ministère Grafton fut comparée défavorablement à l'action plus ferme du ministère du Nord lors de la crise des Malouines de 1770, lorsque la Royal Navy fut mobilisée avec succès pour empêcher l'Espagne d'occuper les îles Malouines. Un certain nombre d'exilés corses servirent aux côtés des troupes britanniques pendant la guerre d'indépendance américaine, les Corsican royal rangers, et beaucoup s'installèrent en Grande-Bretagne. Les forces britanniques tentèrent plus tard de restaurer une Corse indépendante dans les années 1790, pendant les guerres de la Révolution française, sous la forme d'un royaume anglo-corse.